# Bocskoros tintagomba
A bocskoros tintagomba (Coprinus sterquilinus) a csiperkefélék családjába tartozó, Európában és Észak-Amerikában honos, lótrágyán élő, ehető gombafaj. 

## Megjelenése
A bocskoros tintagomba kalapja fiatalon megnyúlt tojásdad vagy lekerekített végű henger alakú, magassága 3-6 cm, szélessége 2-2,5 cm; idővel tompa kúposan, max 7 cm szélesen kiterül. Bordázott széle fiatalon a tönköt érinti, öregen felfelé ível és behasadozik. Közepe halványbarna és sima, felülete mindenütt másutt fehéres, bordázott és kiálló végű, fehér pikkelyekkel borított. Idősen a szélétől kezdve megfeketedik és elfolyósodik. 
Húsa vékony (közepén 3 mm, a szélénél 1 mm vastagságú), fiatalon fehér színű. Szaga és íze kellemes, nem jellegzetes. 
Sűrű lemezei szabadon állnak. Színük fiatalon fehéres, később rózsaszínes, végül megfeketednek és elfolyósodnak.
Tönkje 4-9 cm magas és 0,6-1 cm vastag. Alakja felfelé vékonyodó, tövén gumósan megvastagszik, belül üreges. Színe fehéres, idővel megszürkül. Felülete benyomottan szálas, töve fehéren bolyhos. Részleges véluma általában kis, elmozdítható gallért hagy maga után a tönk alsó részén. 
Spórapora fekete. Spórája elliptikus vagy mandula alakú, sima, mérete 17,5-22,5 x 11-13,5 x 9,5-11 µm. 

### Hasonló fajok
A fiatal gyapjas tintagombával lehet összetéveszteni, de az nagyobb, a talajon nő és spórái kisebbek. 

## Elterjedése és termőhelye
Európában és Észak-Amerikában honos. 
Állati trágyán, főleg lótrágyán nő. Tavasztól őszig  terem.

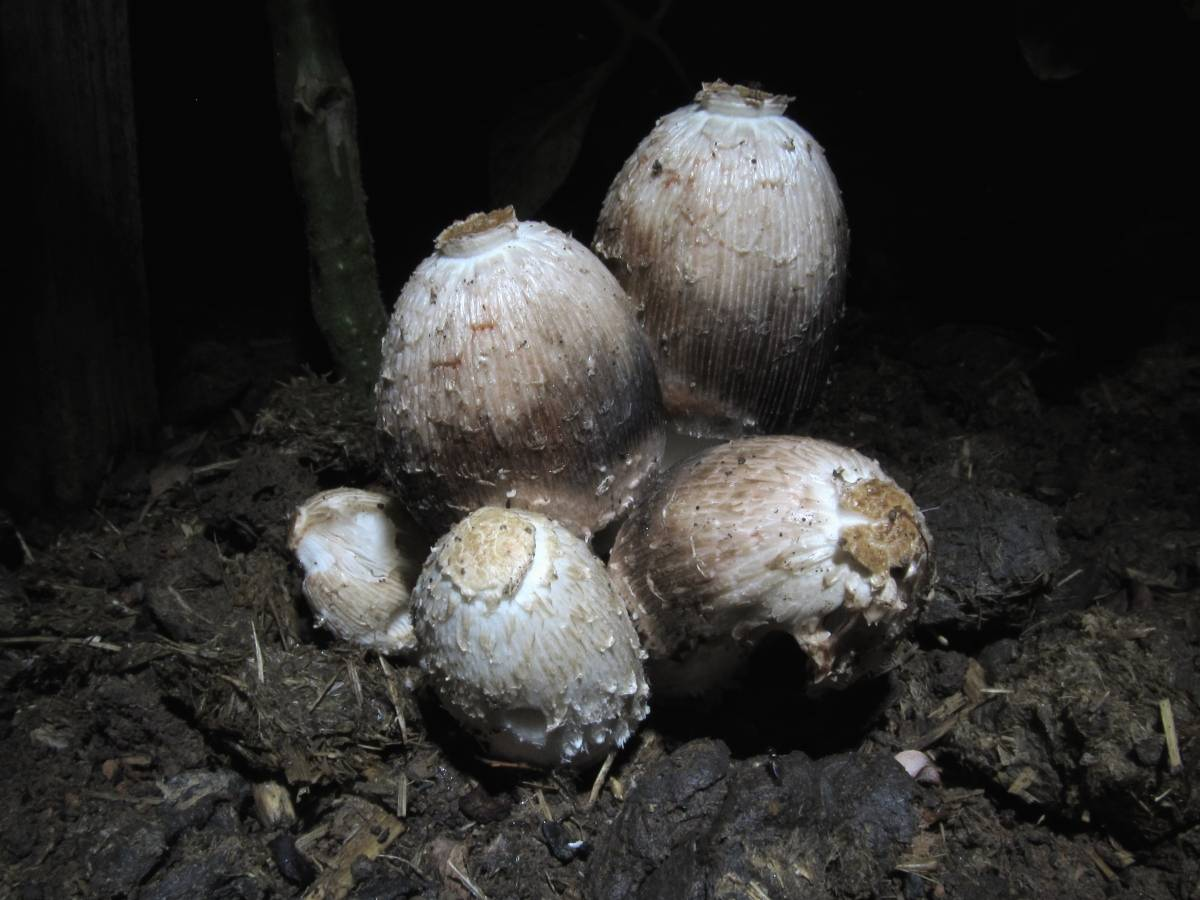
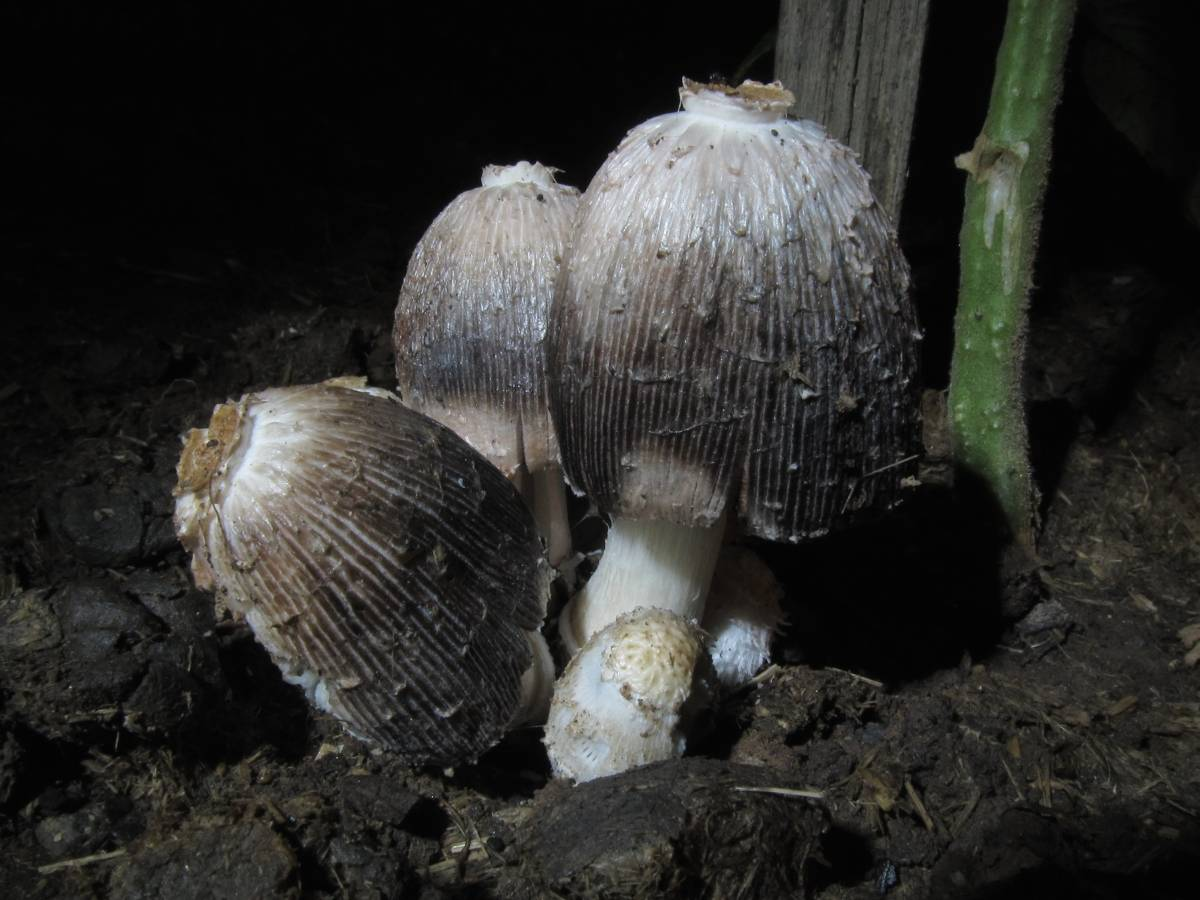
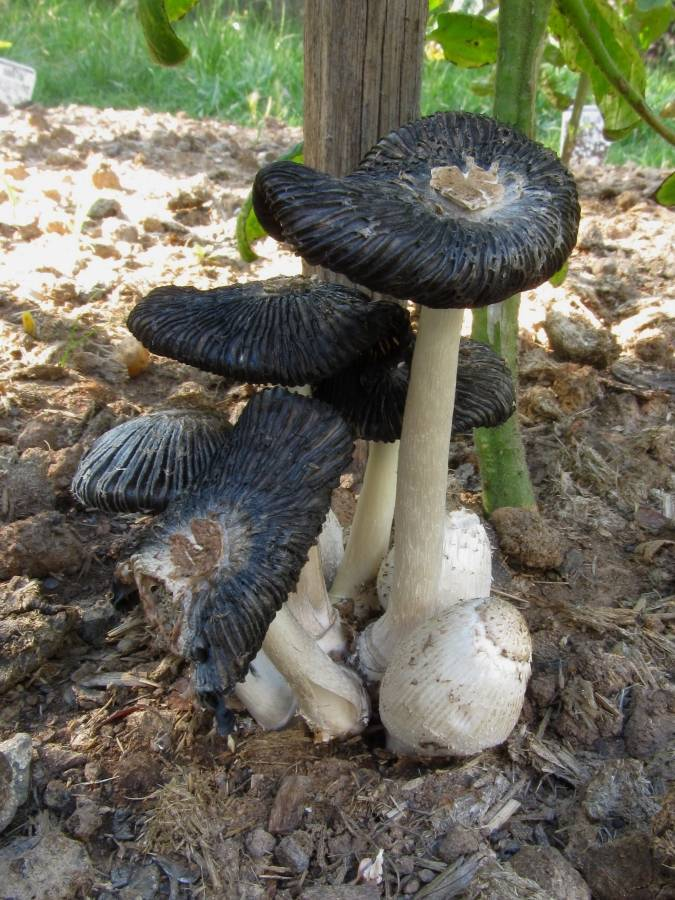
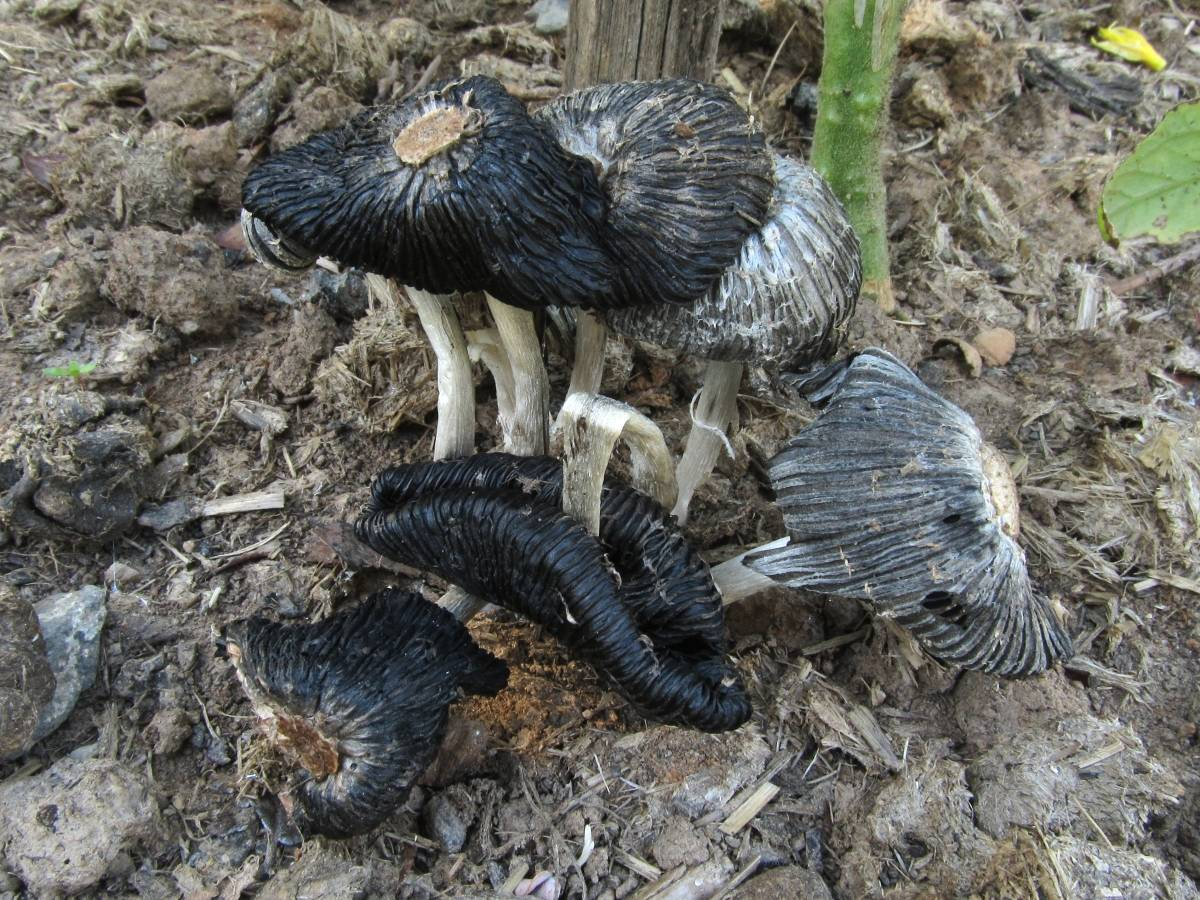
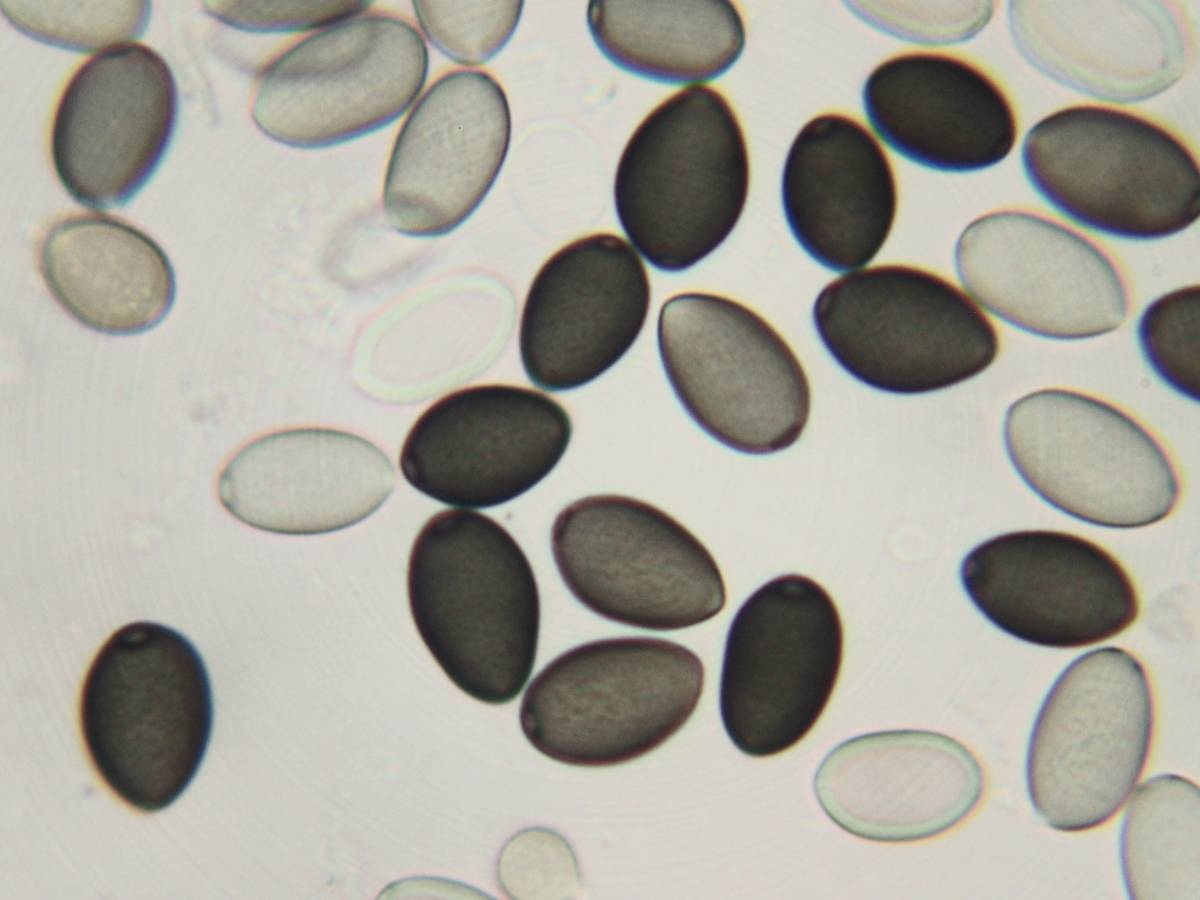

Ehető. 